# Vasundhara Raje
Vasundhara Raje, née le 8 mars 1953 à Mumbai, est une femme politique indienne, Ministre en chef du Rajasthan de 2003 à 2008 puis de nouveau à partir de 2013. Elle est la fille de Rajmata Vijayraje Scindia et  H.H Jivaji Rao Scindia de Gwalior. Elle est mariée à l'ancien maharajah de Dholpur, Hemant Singh, depuis le 17 novembre 1972.

## Poste

### Membres de l'Assemblée législative(en)
- 1985-90 Membre, 8e assemblée législative du Rajasthan
- 2003 toujours Membre, 12e assemblée législative du Rajasthan

### Membres duParlement
- 1989-91 : Member, 9th Lok Sabha
- 1991-96 : Member, 10th Lok Sabha
- 1996-98 : Member, 11th Lok Sabha
- 1998-99 : Member, 12th Lok Sabha
- 1999-03 : Member, 13th Lok Sabha

### Positions et postes occupés
- 1985-87 : Vice-Président, Yuva Morcha B.J.P., Rajasthan
- 1984 : Member, National Executive, Bharatiya Janata Party (B.J.P.)
- 1987 : Vice-Président, B.J.P., Rajasthan
- 1990-91 : Member, Library Committee, Member, Consultative Committee, Ministries of Commerce and Tourism
- 1991-96 : Member, Consultative Committees, Ministries of Power, Science and Technology, Environment  and Tourism1996-97 Member, Committee on Science and Technology, Environment and Forests, Member, Consultative Committees, Ministries of Power, Science and Technology and Tourism
- 1997-1998 : Joint Secretary, B.J.P. Parliamentary Party
- 1998-99 : Union Minister of State, External Affairs
- 13 Oct. 1999-31 Aug.. 2001: Union Minister of State (Independent Charge), Small Scale Industries and Agro & Rural Industries; Department of Personnel and Training; Department of Pensions and Pensioners’ Welfare in the Ministry of Personnel, Public Grievances and Pensions; Department of Atomic Energy and Department of Space
- 1 Sept. 2001-1 Nov. 2001: Union  Minister of State, Small Scale Industries; Personnel, Training, Pensions, Administrative Reforms & Public Grievances; Department of Atomic Energy; and Department of Space (Independent Charge)2 Nov. 2001-
- 29 Jan. 2003: Union  Minister of State, Small Scale Industries; Personnel, Training, Pensions, Administrative Reforms & Public Grievances; Planning; Department of Atomic Energy; and Department of Space (Independent Charge)14 Nov. 2002 -
- 14 Dec. 2003: President, B.J.P., Rajasthan
- 8 Dec, 2003-8 Dec, 2008: Chief Minister, Rajasthan (MLA from Jhalrapatan constituency)